# William Bonaparte-Wyse
William Charles Bonaparte-Wyse, né le 20 janvier 1826 à Waterford et mort le 3 décembre 1892 à Cannes, inhumé au Cimetière du Grand Jas (Cannes), est un poète irlandais de langue d'oc.

## Biographie
William Charles Bonaparte-Wyse est né en Irlande, fils de l'homme politique Sir Thomas Wyse et de Lætitia Bonaparte. Il écrit en provençal, et est un ami de Frédéric Mistral. En 1876, il devient le seul membre étranger du consistoire du Félibrige, l'association littéraire provençale.
Sa collection Li Parpaioun Blu a été publiée en 1868, avec une préface de Mistral. On lui doit la création d'un plat provençal de figues sèches pochées au whisky.